# 良性セメント芽細胞腫
良性セメント芽細胞腫（りょうせいセメントがさいぼうしゅ）とは、歯根と連続したセメント質の形成を主体とした腫瘍でセメント芽細胞に由来し、セメント質様硬組織の腫瘍性増殖を特徴とする良性腫瘍のことである。
10歳から20歳にかけての女性にやや多く、好発部位は下顎臼歯部、特に大臼歯部に多い。
エックス線像では、歯根と連続した類球形の不透過像が見られ、病巣は境界明瞭で周囲に帯状のＸ線透過像を伴う。
組織学的には、歯根に連続する密な梁状の硬組織（セメント質）の増殖が認められ、歯根は部分的に吸収されている。この硬組織は封入細胞に乏しく、不規則な好塩基性の改造線を有する。形成された硬組織間は線維性結合組織からなり、セメント芽細胞や多核の破セメント細胞に富む。硬組織と周囲の骨質は線維性組織で隔てられている。
悪性型がないことから、2005年のWHOの分類では「良性」をはずして「セメント芽細胞腫」としている。